# 雷永通
雷永通（1918年—1969年4月16日），江西省赣州市兴国县均村乡均村村大岭下人，畲族人，中国人民解放军将领、中国人民解放军开国少将。
1934年加入中国共产党，曾任海军政治部组织部部长和中国人民解放军海军学院政治委员。1955年，授予中国人民解放军少将。
文化大革命中，受到残酷迫害，1969年4月16日在南京含冤逝世。